# Eragrostis inamoena
Eragrostis inamoena är en gräsart som beskrevs av Karl Moritz Schumann. Eragrostis inamoena ingår i släktet kärleksgrässläktet, och familjen gräs. Inga underarter finns listade i Catalogue of Life.